# Duszniki-Zdrój

Duszniki-Zdrój se encuentra en Polonia

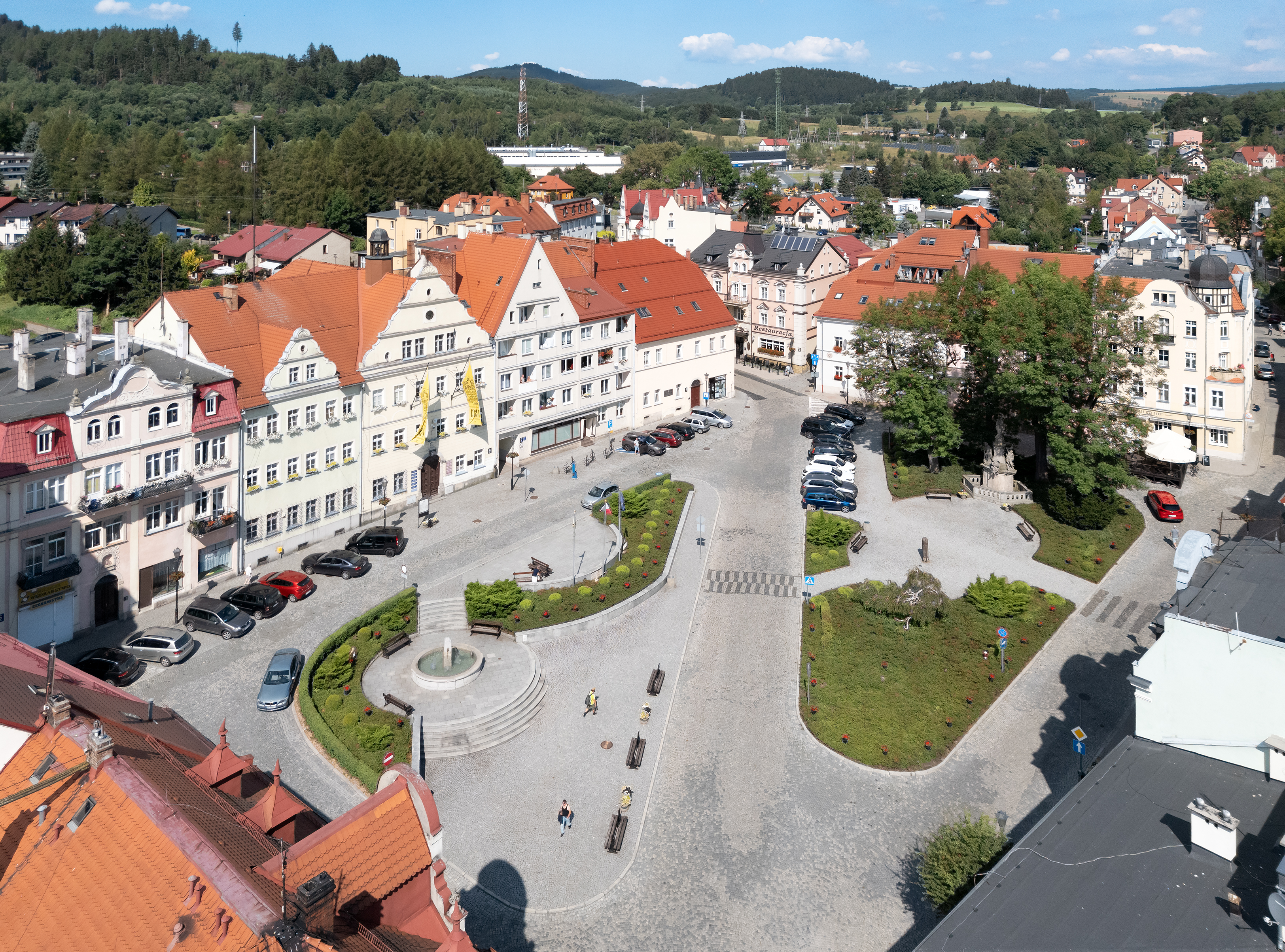
Plaza del mercado en Duszniki-Zdrój, fachada oeste

Duszniki-Zdrój [duʂˈɲikʲi ˈzdrui̯]) (checo: Dušníky; alemán: Bad Reinerz), a menudo simplificado a Duszniki , es una ciudad balneario en el valle de Kłodzko en el río Bystrzyca en el distrito de Kłodzko, Voivodato (provincia) de Baja Silesia, suroeste de Polonia. Atrae a turistas de todo el mundo.